# Luc Schuiten
Luc Schuiten (Brussel, 8 januari 1944) is een Belgische architect. Hij volgde, net als zijn vader Robert Schuiten, zijn opleiding aan de Koninklijke Academie voor Schone Kunsten te Brussel, waar hij in 1967 afstudeerde. Hij schrijft ook stripverhalen, in samenwerking met zijn broer, de tekenaar François Schuiten.
Zijn vader, Robert Schuiten, was in de jaren vijftig en zestig van de twintigste eeuw ook actief als architect in België.

## Architectuur

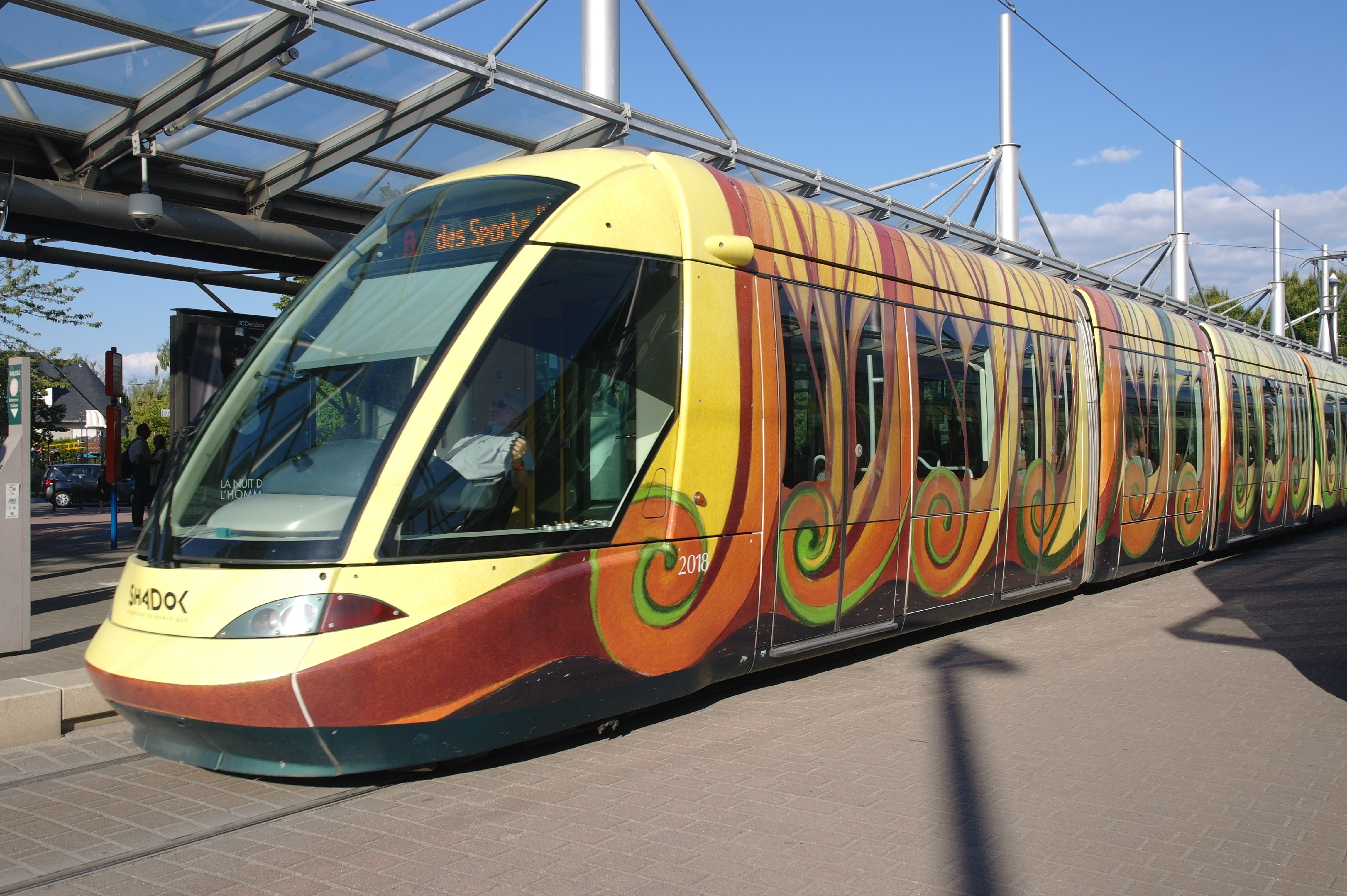
Een tram in Straatsburg, aangekleed door Luc Schuiten

Zijn eerste gebouw was "Orejona", dat hij zelf bouwde in de bossen nabij Brussel. De structuur van het huis was een A-vormige structuur, met een klein glazen dakprojectie. Op de daken zorgden zonnecollectoren voor de verwarming. Een glazen dak laat toe om de lucht te overzien.
Hij is gepassioneerd door archiborescence. De stedelijke ruimte die Schuiten zich voorstelt, neemt de vorm aan van een weelderige groene stad. Deze "archiborescente stad", zoals Luc Schuiten het zelf noemt, haalt zijn inspiratie uit de natuur, de biomimetica, zowel in zijn vormen als in de gebruikte materialen. "Tegenwoordig is bouwen in de eerste plaats het vernietigen van bomen, terracotta, gekapte stenen, gesmolten ertsen", legt de architect uit. De archiborescente stad, aan de andere kant, is levendig. Het regenereert zichzelf uit zijn eigen afval. Het is opgevat als een koraalmassief, waar alle systemen elkaar voeden. Het is realistischer dan nieuwe steden zoals Dubai, dat is gebouwd op de plundering van de hulpbronnen van de planeet". In 2010 was Schuiten een van de stichtende leden van de "Biomimicry Europa", dat het concept van biomimetica wil promoten, een theoretisch concept van Janine Benyus.
Hij ontwiep de bloemenfontein op het Bloemenhofplein in Brussel. 
Geleidelijk aan heeft hij de architectuur opgegeven om zich meer te wijden aan het tekenen en het organiseren van tentoonstellingen.

## Publicaties
- Archiborescentie, Mardaga, tekst van Pierre Loze, 168 pagina's, 2006, eerste deel van de reflectie over een biomimetische architectuur
- Vers une cité végétale, Mardaga, tekst door Pierre Loze, 168 pagina's, 2010, tweede deel van de reflectie over biomimetische architectuur
- Vegetal City, Mardaga, tekst in het Frans-Engels-Nederlands van A.C. Labrique, 144 pagina's, jaargang 2009, catalogus van de tentoonstelling bij de vijftigste verjaardag
- Habitarbre, Mardaga, tekst door À C. Labrique, 48 pagina's, 2007. Verhaal van het eerste zaad van een plantenstad
- La maison des papillons, in samenwerking met Maya Schuiten, Renaissance du livre, boek voor kinderen van 4 to 12
- Philippe Marion, Schuiten filiation, Versant Sud, 2009. Analyses over de familie Schuiten en haar grafische universum

## Strips
Hij regisseerde de serie Les Terres creuses, met zijn broer François Schuiten:
- Shells (1981)
- Zara (1985)
- Nogegon (1990)